# Подоляны (Ровненская область)
Подоляны (укр. Подоляни) — село в Бабинской сельской общине Ровненского района Ровненской области Украины.
До 2020 года входило в Гощанский район.
Население по переписи 2001 года составляло 183 человека. Почтовый индекс — 35434. Телефонный код — 3650.